# Ctenoides ales
Ctenoides ales – gatunek małża z rodziny gniazdówkowatych (Limidae). Występuje w środkowej części Indo-Pacyfiku – od mórz Indonezji po wyspy Palau i wybrzeże Australii.

## Morfologia
C. ales jako przedstawiciel rodziny Limidae należy do dużych, kolorowych małży wyposażonych macki płaszczowe. Posiada dużą muszlę. Jeden ze zbadanych osobników mierzył 37,8 mm i posiadał 91 żeber. Inne źródło podaje wymiary 5–20 mm.

## Światło

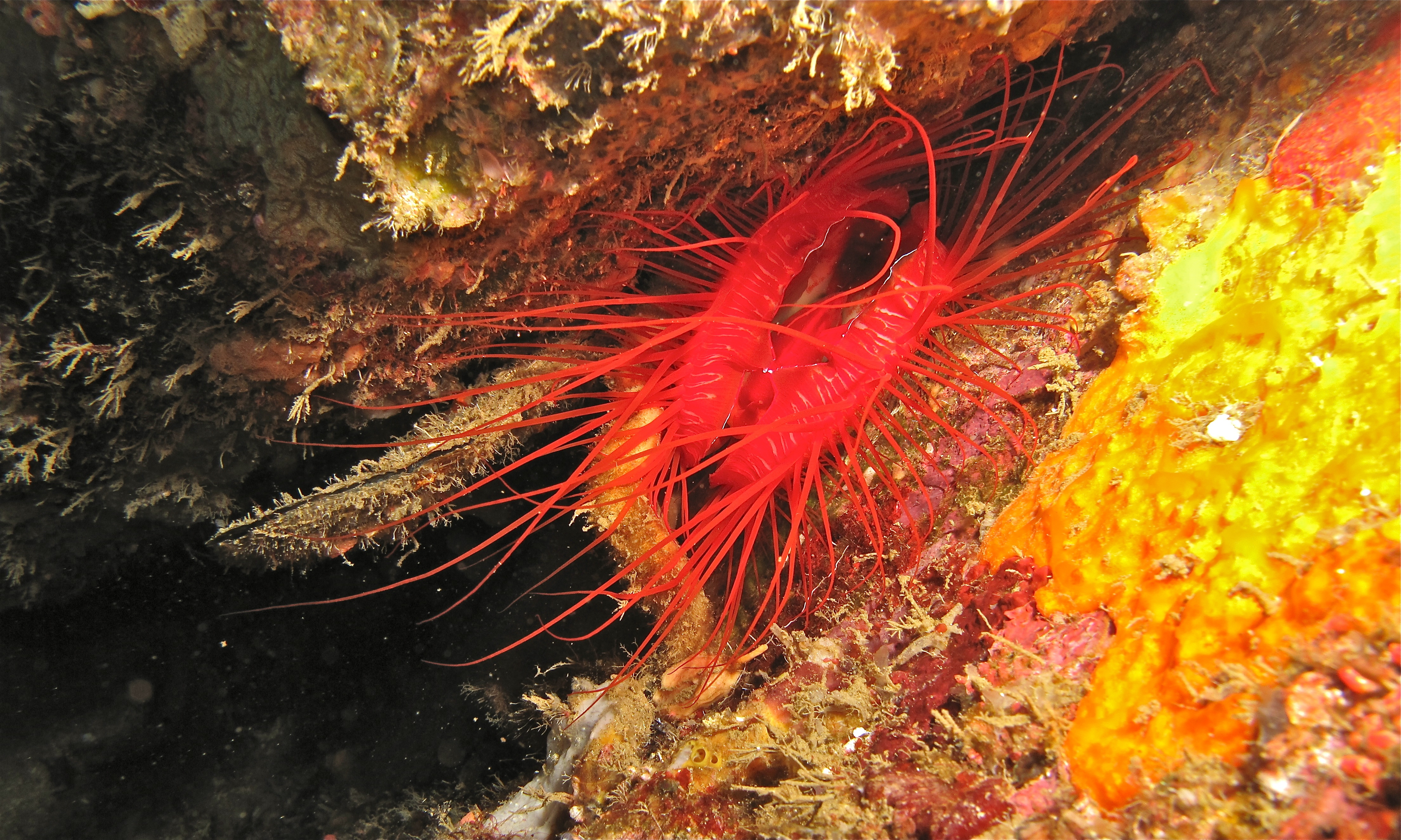
Okaz napotkany u wybrzeży wyspy Celebes

Wedle Dougherty i współpracowników Ctenoides ales to jedyny znany przedstawiciel małży zdolny do migotania kontrolowanego behawioralnie, choć bioluminescencję opisano już u skałotocza (Pholas dactylus) czy Gastrochaena, a irydofory u Tridacna. U bliskich krewnych C. ales, jak Ctenoides scaber, zdolność świecenia nie występuje.
Żywe migotanie światłem przez Ctenoides ales niegdyś wprowadziło naukowców w błąd, sugerując bioluminescencję. Jednak ten małż nie wytwarza światła samodzielnie, tylko odbija je od brzegu płaszcza, w którym znajdują się nanostruktury zawierające substancje o dużych zdolnościach refrakcji światła. Badania mikroskopowe i spektroskopowe ujawniły 2 uczestniczące w świeceniu warstwy. Grzbietowo znajduje się czerwona warstwa o niezbyt dużych zdolnościach rozpraszania światła (około 5%). Zawiera ona pochłaniający światło pigment.
Od strony brzusznej leży biały pas grubości 25 μm, gęsty optycznie, który rozprasza około 80% padającego nań światła o długości fali od 400 do 550 nm. Mikroskopia elektronowa wykazała w nim obecność kulek elektronowo gęstych, o średnicy 0,30 µm ± 0,04 µm. Taka wielkość zbliża się do optymalnej dla rozpraszania światła o długości fali 400–480 nm. W 1 µm³ znaleziono 25 ± 3 takie struktury. Nie było ich w warstwie grzbietowej, ani u krewnych C. ales. W celu poznania ich składu chemicznego przeprowadzono spektroskopię promieniami X, która wykazała obecność tlenku krzemu. Nigdy wcześniej nie spotkano się ze świeceniem za pomocą rozpraszających światło wewnątrzkomórkowych nanosfer z krzemionki (choć wymieniana była obok kolagenu, chityny, guaniny i keratyny wśród materiałów o dużej refrakcyjności tworzących struktury rozpraszające światło). Dougherty i in. zwracają uwagę, że krzemionka w ogóle rzadko wydzielana jest u zwierząt, choć takie zjawisko opisano już wcześniej u innych mięczaków (np. ślimak Notoacmea schrenckii). Głębiej, pod białą warstwą, znajdują się tkanki w kolorach czerwieni i pomarańczu. Kluczową rolę odgrywa jednak różnica w zdolności rozpraszania światła warstw grzbietowej czerwonej i brzusznej - białej. Dzięki nim, szybkie naprzemienne rozwijanie i zwijanie jamy płaszcza ruchem falowym wytwarza dynamiczny sygnał świetlny. Częstotliwość wynosi 2 Hz. Podobne ruchy występują u innych małży i mają za zadanie zapewniać przepływ wody w jamie płaszcza, tutaj jednak szybki ruch dotyczy głównie skraju płaszcza. Przy rozwinięciu widać białą warstwę brzuszną, przy zwinięciu czerwoną grzbietową. Szybkie ruchy dają w efekcie duży współczynnik odbicia światła na zmianę ze znaczną jego absorpcją, zwłaszcza w niebieskim zakresie widma.
Wydaje się, że małż potrafi przekazywać sygnały świetlne. Może to potwierdzać fakt, że żyje on najczęściej (60% osobników) w grupach liczących od 2 do 4 zwierząt. Błyski światła mogą być sygnałem do osadzenia się w danym miejscu jeszcze w stadium wolno pływającym. Barwy strukturalne służą komunikacji u różnych innych gatunków; mogą służyć znajdowaniu partnera, czy w ogóle zaznaczeniu własnej płci, przekazaniu informacji młodym czy innym członkom własnego stada.
Jednak migotanie C. ales widzą także zwierzęta innych gatunków. W grę wchodzi funkcja aposematyczna. Z drugiej strony błyskający brzeg widać z odległości decymetra pod kątem 0,5°. Zauważą go więc ryby zamieszkujące rafy, skorupiaki i głowonogi. Nie zaobserwowano do tej pory drapieżnictwa na C. ales, jednak inne małże padają ofiarami ośmiornic czy innych mięczaków.
Migotanie może przywabiać zdobycz.

## Zachowanie
Limidae zdolne są do aktywnego pływania w razie zagrożenia.

## Rozmieszczenie geograficzne
Jest to gatunek indo-pacyficzny. Zamieszkuje wody wokół Wysp Marshalla, wyspy Guam, Wyspy Bożego Narodzenia, Wysp Kokosowych, Tajwanu, Okinawy, Amami Ōshimy, Honsiu, Ogasawary (Japonia), a także Morze Południowochińskie.

## Siedlisko
Zwierzę zamieszkuje oceany. Żyje w strefie eufotycznej, zazwyczaj przebywając na głębokości pomiędzy 3 a 50 m, gdzie dominuje światło zielone i niebieskie. Ukrywa się w szczelinach, gdzie dominuje rozproszone światło o niewielkich długościach fali.

## Pasożytnictwo
C. ales jest żywicielem dla Durckheimia lochi. Holotyp tego pasożyta został odkryty w komorze płaszcza C. ales.